# Niels Ramberg
Niels Ramberg (født 1946) er en dansk bordtennisspiller, der i sin elitekarriere nåede den bedste danske placering i international sammenhæng før Michael Maze.
Niels Ramberg var i en lang årrække en af de absolut bedste danske bordtennisspillere, og han blev første gang dansk mester i 1965 – i herredouble. I sin elitekarriere vandt han ikke mindre end 29 danske mesterskaber, herunder herresingle fem gange. Han spillede over 200 landskampe, og han var på et tidspunkt placeret som nummer 16 på verdensranglisten, den næstbedste placering en dansker har opnået – den er først i 2000'erne overgået af Michael Maze.
Niels Ramberg spillede i Virum-Sorgenfri Bordtennisklub, der siden midten af 1960'erne har været en af de absolut mest vindende klubber i Danmark. I perioden 1968 – 1979 vandt klubben samtlige danske holdmesterskaber hos herrerne med undtagelse af 1978, og alle disse mesterskaber var Ramberg medvirkende til.
Han spiller fortsat aktivt bordtennis i old boys rækkerne, og her har han også vundet talrige mesterskaber i single, double og hold. Således blev han i 2006 dansk mester i rækken for over 60-årige i single samt rækken over 50-årige for hold, og han deltog i veteran-VM i bordtennis samme år.
Niels Ramberg har gennem årene haft en sideløbende karriere som advokat. Han har eget advokatfirma med speciale i boligsager.